# غرماي سرا (شبخوسلات)
غرماي سرا (بالفارسية: گرمای سرا) هي قرية تقع في إيران في قسم شبخوسلات الريفي. يقدر عدد سكانها بـ 325 نسمة بحسب إحصاء 2016.